# کته میان
کته میان، روستایی از توابع بخش مرکزی شهرستان پاسارگاد در استان فارس ایران است.

## جمعیت
این روستا در دهستان سرپنیران قرار دارد و براساس سرشماری مرکز آمار ایران در سال ۱۳۸۵، جمعیت آن ۱۳۱ نفر (۲۸خانوار) بوده‌است.